# 金雄鎔
金 雄鎔（キム・ウンヨン、朝鮮語: 김웅용、1962年3月8日 - ）は、大韓民国の工学者。
IQ210を持つ天才児とされ、1967年のフジテレビ制作のバラエティ『万国びっくりショー』に出演。1977年のギネス世界記録にも登録された。

## 学歴
- 中学校 入学資格 検定考試 合格
- 高等学校 入学資格 検定考試 合格
- 高等学校 卒業学歴 検定考試 合格
- 忠北大学校 工科大学 土木工学部 学士
- 清州大学校 産業技術経営大学院 建設工学科 碩士
- 忠北大学校 一般大学院 工学系列 土木工学科 碩士
- 忠北大学校 一般大学院 工学系列 土木工学科 博士